# Curt Reinhard Dietz
Curt Reinhard Dietz, Kurt Reinhard Dietz, (* 24. März 1896 in Gießen; † 1949 in Berlin) war ein deutscher Schriftsteller und nationalsozialistischer Funktionär.

## Leben
Nach dem Besuch des Realgymnasiums studierte er Volkswirtschaft, Literaturgeschichte, Germanistik und Philosophie an der Universität Gießen. Da er das Studium nicht beendete, betätigte er sich von 1922 bis 1933 als freier Schriftsteller sowie Film- und Literaturkritiker. In einem  Verlag arbeitete er im Lektorat und der Werbung für schöngeistige Literatur. Im November 1925 wohnte er im Haus Vogelsang bei Lüchenthin in der Umgebung von Fritzow im Bezirk Stettin. Er wirkte auch als Herausgeber von Die stille Stunde, einer Monatsschrift für Musik, Kleinkunst, Film und Bühnenwesen.
Zum 1. April 1932 trat er der NSDAP bei (Mitgliedsnummer 1.027.006). Durch Fürsprache von Joseph Goebbels im Januar 1934 übernahm er ab März 1934 die Leitung der Geschäftsführung und den Aufbau der Reichsschrifttumsstelle, die zum Reichsministerium für Volksaufklärung und Propaganda gehörte. Die Reichsschrifttumsstelle leitete Heinz Wismann. Mit Dietz arbeitete Edgar Diehl zusammen. Im Jahre 1935 wohnte er in Berlin-Schöneberg in der Kufsteiner Str. 5. Im Jahre 1937 beendeten Dietz und Wismann diese Tätigkeit. Dietz trat am 1. Mai 1937 die Stelle des Leiters der Geschäftsführung des Deutschen Vereins zur Verwertung von Urheberrechten an Werken des Schrifttums an.
Am Anfang seiner Arbeiten standen Gedichte. Danach ging er dazu über, Romane zu schreiben. Diese Schriften waren von starken Wirkungen der Wirren der zwanziger Jahre geprägt. Am 15. September 1939 wurde der Kriminalfilm Roman eines Arztes unter der Regie von Jürgen von Alten aufgeführt, der nach seinem Roman Heimkehr ins Leben gedreht wurde. Dietz schrieb dabei mit Kurt E. Walter (1908–1960) das Drehbuch. Der Film schildert das Schicksal eines Mannes, der für einen Mord zu acht Jahren Zuchthaus verurteilt wurde, den er nicht begangen hat. Vergessen und fremd in seiner Umgebung muss er sich eine neue Existenz aufbauen.
Dietz’ Werk Erzähl’ Kamerad! (1941) wurde in der Sowjetischen Besatzungszone auf die Liste der auszusondernden Literatur gesetzt.

## Schriften
- Was mir der Tag gebracht (Lieder und Gedichte). 1918
- Die Sonne ist immer da (Sprüche und Gedichte). 1918
- Denn wir sind jung …! Ein Lebenslied, Köln 1920
- Albert Hendschel, ein vergessener Humorist. In: Monatshefte für Literatur, Kunst und Wissenschaft, August 1926
- Lebensmelodie – Das Blut, Hamburg 1927
- Sybille und die Not des Herzens. 1927
- Von elf bis Mitternacht. 1927
- Stadt in Flammen. 1927
- Geheimnis um Unbekannte. 1929
- Licht und Irrlicht: Ein Roman aus unseren Tagen. Eisleben 1930
- Luk pfeift auf die Liebe. 1931
- Ueding kehrt heim ins Leben. In: Westfälische Zeitung. 1934, Verlag Langen Müller, München
- Enthülltes Geheimnis. Leipzig 1935
- Heimkehr ins Leben. Berlin 1935
- Lilofee. Leipzig 1935
- Lilo überwindet den Haß, ohne Jahrgang (um 1935)
- Ein Mann namens Leander, ohne Jahrgang (um 1935)
- Männer, Mustangs und Motore: Abenteuer und Erlebnisse als Herausgeber, Berlin 1936 (Inhalt von folgenden Erzählungen: Heinz Steguweit: Der Schuß ins Brot – Josef Stollreiter: Windfeder – Jürgen Hahn-Butry: Der Silbervogel vom Gran Chaco – August Hinrichs: Die Seeräuber – Konrad Beste: Resko, der Hengst – Mario Heil de Brentani: Lorle auf der Brücke – Otto Paust: Kriegsgericht – Ernst F. Löhndorff: Heiah – Hans Christoph Kaergel: Der Tod über der Straße – Wolfram Brockmeier: Der erste Schuß – Kurt Arnold Findeisen: Geschichten vom erzgebirgischen Wildschützen Karl Stülpner – Jürgen Hahn-Butry: Die Wölfe von Kabbetschi – Heinz Steguweit: Monsieur Camarade! – K. R. Neubert: Der Ziegelträger – Wilhelm von Scholz: Die Spielgefährten – Barthold Blunck: Der Pirat – Otto Brües: Was der Pütt seinem Jüngsten mitbrachte – August Hinrichs: Plinkenkrischan – Ines Widmann: Herbert Eggs Opfergang[3] – Ernst F. Löhndorff: In der Namib – Martin Luserke: Die Hand, die sich rächte – Fritz Helke: Ein Deserteur)
- Pablo rettet seinen Vater und andere Erzählungen. 1936
- Die Insel der Hoffnung. 1938
- Roman eines Arztes. Drehbuch mit Kurt E. Walter zur Verfilmung, 1939
- Kelters Wochen-Roman. 1940
- Deutsches Land in fernen Zonen: Ein Kolonialbuch für Jungen und Mädel. mit Inge Wessel, 1940
- Feldpostbrief an einen jungen Freund. In: Wilfrid Bade, Wilmont Haake (Hrsg.): Das heldische Jahr –  Front und Heimat berichten den Krieg – 97 Kriegsfeuilletons. Berlin 1941
- Erzähl, Kamerad! Erlebtes aus deutschen Gauen. Mit einem Geleitwort des Reichsbauernführers Richard Walther Darré, Berlin 1942
- Der Fremde – Das Rätsel einer Nacht. Berlin, ISBN 978-3-85374-177-1

## Weblink
- DNB 1017716757 – Katalogeintrag der Deutschen Nationalbibliothek